# نوبة بن جابر على (المفلحي)

تعديل مصدري - تعديل

نوبة بن جابر على هي إحدى قرى عزلة المفلحي بمديرية المفلحي التابعة لمحافظة لحج، بلغ تعداد سكانها 68 نسمة حسب تعداد اليمن لعام 2004.